# 布赖恩·刘易斯
布赖恩·刘易斯（英語：Brian Lewis，1974年12月5日—），美国男子田径运动员，主攻短跑。他曾代表美国参加2000年夏季奥林匹克运动会田径比赛，获得男子4×100米接力金牌。